# Tj-ljudet
| Tj-ljudet |
| --- |
| Munnens formande när tj-ljudet skapas. - Uttal – tonlös alveolopalatal frikativa, tonlös alveolopalatal affrikata (i svenska) - IPA – ɕ, tɕ - Läte – · - Användning – tjugo, kikare, kjol |

Tj-ljudet (även tje-ljudet eller 20-ljudet) är ett fonem i svenska.  Den vanligaste uttalsvarianten är en tonlös alveolopalatal frikativa [ɕ], men finns även som en affrikata i finlandssvenska och delar av Sverige, det vill säga med så kallat t-förslag [tɕ].
Tj-ljudet förekommer i ord som "tjugo" och "kjol". 

## Distribution
I standardsvenskan förekommer tj-ljudet generellt i början av ett ord, vanligen i en betonad stavelse. Därför förekommer det inte heller långt, eftersom långa konsonanter i svenskan enbart förekommer i slutet (kodan) av stavelser.

## Uttalsvarianter
I modern sverigesvenska artikuleras ljudet vanligtvis med främre delen av tungryggen mot tandvallen eller främre delen av hårda gommen, och kallas därför för en tonlös alveolopalatal frikativa [ɕ], eller en predorsoalveolar frikativa.
I äldre sverigesvenska uttalades ljudet även med så kallat t-förslag, det vill säga som en affrikata [t͡ɕ]. Det affrikativa uttalet är även det vanliga uttalet i finlandssvenskan. Runt förra sekelskiftet var ännu det affrikativa uttalet utbrett; i sin ljudlära från 1885 skrev Ivar Adolf Lyttkens och Fredrik Wulff att affrikatan används i hela norra, en del av mellersta och en del av södra Sverige, medan det frikativa uttalet [ɕ] används i Östergötland, nordöstra Småland, norra och mellersta Västergötland samt mellersta Halland.
Adolf Noreen anger i Vårt språk (1903) att affrikatan förekommer ”i riksspråket och i de flesta dialekter i Sverge”, men att den har övergått till en frikativa ”inom ett stort och viktigt medelsvenskt dialektområde, bestående af Östergötland, nordöstra Småland, Västergötland (utom Kind), norra Bohuslän, Dalsland, Värmland (utom allra nordligaste delen) och Närke”. Noreen menar att detta har gjort att frikativan även förekommer i riksspråkligt uttal och att den ”torde kunna erkännas såsom ett, alternativt förekommande och relativt berättigadt, riksspråksuttal”. Enligt Bertil Malmberg rekommenderades affrikativt tj-ljud länge av talpedagoger som det ”riktiga uttalet” och anbefalldes på scenen. Affrikativt uttal har dock varit på stark tillbakagång i Sverige till förmån för det frikativa uttalet under 1900-talet.
Claes-Christian Elert skriver 1995 att affrikatan i Sverige mest ”förekommer i sydöstra Sverige (t.ex. Blekinge) och i nordligaste Sverige, oftare bland äldre än bland yngre.” I Blekinge angav Gösta Bergman 1961 att frikativt [ɕ] var starkt på väg inom området och att [tɕ] inte förekom alls hos en skolklass i Ronneby.

## Fonetiska beteckningar
I svensk litteratur förekommer ofta symbolen ⟨ç⟩ som beteckning för tj-ljudet, till exempel i Svenska Akademiens ordlista. I det internationella fonetiska alfabetet (IPA) står dock samma tecken för en tonlös palatal frikativa, som i tyskans ich, och motsvarande beteckning i IPA för det svenska ljudet är i stället ⟨ɕ⟩. I landsmålsalfabetet används ett ⟨s⟩ med en ögla nedtill, påminnande om, men inte identisk med ⟨ş⟩.

## Stavningar
Tj-ljudet kan stavas vanligtvis med digrafen ⟨tj⟩ som i tjock [ɕɔkː] eller tjata [ˈɕɑːta]. Det kan även stavas med ⟨k⟩ framför främre vokal, som i kikare [ɕiːkarɛ] eller kök [ɕøːk]. I ett fåtal ord kan det även stavas med ⟨kj⟩ som i kjol [ɕuːl] eller kjusa ’liten dal’ [ˈɕʉːsa]. I lånord kan det även stavas med ⟨c⟩ som i cembalo [ˈɕɛmbalʊ], eller någon enstaka gång med ⟨sh⟩ som i den från engelskan inlånade interjektionen shit [ɕɪtː]. Stavningen ⟨sh⟩ kan dock även representera sj-ljudet.

## Närliggande fonem
Tj-ljudet har viss likhet med den främre allofonen av det så kallade sj-ljudet [ʂ] i ord som dusch eller hyssja. Det främre sj-ljudet artikuleras dock med tungspetsen mot eller bakom tandvallen, medan tj-ljudet artikuleras med främre delen tungryggen, och med tungspetsen vilande bakom undertänderna. Det auditiva intrycket blir att tj-ljudet upplevs ”ljusare”. Hos talare av centralsvenska och sydsvenska vållar i regel inte likheten mellan ljuden något problem, eftersom främre sj-ljud enbart förekommer efter vokal (i ord som hyssja och dusch), medan tj-ljudet enbart förekommer före vokal. Hos talare med främre sj-ljud i början av ord som sju eller sjunga görs kontrasten ibland tydligare genom att uttala sj-ljudet med läpprundning [ʂʷ]. I vissa ord finns dock tendenser till sammanfall mellan sj-ljudet och tj-ljudet. Det gäller dels individuella ord som chans, choke eller match som kan uttalas med antingen sj-ljud eller tj-ljud, samt vissa ord på för- såsom försöka. I många norska dialekter sammanfaller också motsvarigheterna till dessa ljud. Minimala par mellan sj- och tj-ljudet är till exempel skälla—källa eller sköld—köld, med flera.